# Bryan Hymel
Bryan Hymel (New Orleans, 8 agosto 1979) è un tenore statunitense.

## Biografia
Debutta nel 1998 come messaggero in Samson et Dalila a New Orleans.
Il 5 marzo del 2000 canta nel National Council Grand Finals Concert al Metropolitan Opera House di New York.
Dopo gli studi musicali al Loyola University New Orleans si perfeziona a San Francisco ed a Filadelfia.
Nel 2007 è Prince in Rusalka (Dvořák) a Wexford.
Nel 2010 come Don José in Carmen (opera) debutta al Royal Opera House, Covent Garden di Londra ed al Teatro alla Scala di Milano diretto da Gustavo Dudamel con Anita Rachvelishvili.
Nel 2011 è il protagonista in Faust al Santa Fe Opera, Ismaele in Nabucco diretto da Paolo Carignani al Bayerische Staatsoper e per il Glyndebourne Festival Opera Rodolfo ne La bohème.
Nel 2012 a Londra è Prince in Rusalka diretto da Yannick Nézet-Séguin seguito da Aeneas in Les Troyens diretto da Antonio Pappano con Anna Caterina Antonacci e Robert Lloyd in sostituzione dell'indisposto Jonas Kaufmann e Robert le diable diretto da Daniel Oren con Patrizia Ciofi ed al Metropolitan Aeneas in Les Troyens diretto da Fabio Luisi con Susan Graham.
Nel 2013 debutta al Festival di Salisburgo come Michael in Jeanne d’Arc di Walter Braunfels ed a Londra Arrigo ne I vespri siciliani diretto da Pappano.
Nel 2014 è B.F. Pinkerton in Madama Butterfly nel debutto al Wiener Staatsoper con Hui He ed al Met dove è anche Rodolfo ne La bohème diretto da Riccardo Frizza, a New Orleans Don José in Carmen, debutta all'Opera di Chicago come Lord Percy in Anna Bolena (opera) ed a Monaco di Baviera Arnold Melcthal in Guglielmo Tell (opera).
Nel 2015 a Dallas è Rodolfo ne La bohème diretto da Frizza con Ana María Martínez, debutta al San Francisco Opera come Aeneas in Les Troyens diretto da Donald Runnicles con la Antonacci e la Graham ed alla Scala canta nella Sinfonia n. 9 (Beethoven) diretto da Dudamel.
Nel 2016 è il duca di Mantova in Rigoletto diretto da Andrea Battistoni con Olga Peretyatko alla Deutsche Oper Berlin, al Met Arnold in Guillaume Tell diretto da Luisi ed alla Scala Pinkerton in Madama Butterfly diretto da Riccardo Chailly il 7 dicembre nella serata d'inaugurazione della stagione in diretta su Rai 1 (visto da 2.644.000 spettatori).

## Discografia
- Meyerbeer: Robert le diable - Bryan Hymel/Martial Defontaine/Carmen Giannattasio/Patrizia Ciofi/Alastair Miles/Carlo Striuli/Francesco Pittari/Coro del Teatro dell’Opera di Salerno/Luigi Petrozziello/Symphonic Orchestra of the Teatro Verdi, Salerno/Daniel Oren, 2013 Brilliant
- Héroïque - French Opera Arias - Bryan Hymel/Prague Symphony Orchestra/Emmanuel Vuillaume, 2015 Warner

## DVD
- Berlioz: Les Troyens (Royal Opera House, 2012) - Anna Caterina Antonacci/Antonio Pappano, Opus Arte
- Bizet: Carmen (Royal Opera House, 2010) - Opus Arte
- Meyerbeer: Robert le diable (Royal Opera House, 2012) - Patrizia Ciofi/Daniel Oren, Opus Arte